# Fragmenta Editorial
Fragmenta Editorial es una editorial española nacida en Barcelona el año 2007 de la mano de Ignasi Moreta, doctor en humanidades y profesor de la Universidad Pompeu Fabra, y la arquitecta portuguesa Inês Castel-Branco, con el objetivo de poner al alcance del gran público las grandes obras de la literatura religiosa y espiritual de la humanidad, junto con los estudios realizados en este campo.

## Catálogo
La editorial publica libros clásicos y de ensayo en el ámbito de las religiones desde una perspectiva no confesional. Publica en catalán la Opera Omnia Raimon Panikkar, actualmente en curso, que reúne las obras completas del pensador Raimon Panikkar. También ha introducido al español y al catalán la obra de la psicoanalista francesa Marie Balmary.
Desde 2011 incorporan al catálogo la colección Fragmentos (dedicada a publicar textos clásicos y de ensayo en español).
Desde 2015 la editorial dispone asimismo de tres colecciones de libros para niños en español, portugués y catalán.
Ha organizado tres ediciones del Fòrum Fragmenta (2012, 2014, 2017), un encuentro con lectores y autores de la editorial. 

## Premios
En 2012, la Cámara del Libro de Cataluña reconoció la labor de la editorial con la concesión a Ignasi Moreta del premio Memorial Ferran Lara a un joven emprendedor del sector del libro.